# LKS Gomunice
LUKS Gomunice (pełna nazwa: Ludowy Uczniowski Klub Sportowy Gomunice) – polski klub piłkarski z siedzibą w Gomunicach.
Założony został 28 lipca 1997 przez lokalnego biznesmena (składy opału na terenie woj. łódzkiego) i jednocześnie piłkarza – Mirosława Stasiaka. Początkowo nosił nazwę LKS Stasiak Gomunice i występował w III lidze (sezon 2001/2002). Po przeniesieniu się sponsora w czerwcu 2002 do II ligowej Ceramiki Opoczno i spadku do lokalnej IV ligi nazwa klubu została skrócona do LKS Gomunice a następnie przekształcona na LUKS Gomunice.

## Sezon po sezonie
| Sezon   | Liga                                        | Pozycja                             | Punkty                              | Z/R/P                               | Bramki                              | Uwagi                                                                             |
| ------- | ------------------------------------------- | ----------------------------------- | ----------------------------------- | ----------------------------------- | ----------------------------------- | --------------------------------------------------------------------------------- |
| 1998/99 | IV liga (grupa łódzka)                      | 3                                   | 58                                  | 18/4/10                             | 50:36                               |                                                                                   |
| 1999/00 | IV liga (grupa łódzka)                      | 4                                   | 55                                  | 16/7/11                             | 66:41                               |                                                                                   |
| 2000/01 | IV liga (grupa łódzka)                      | 1                                   | 84                                  | 27/3/6                              | 90:34                               | awans                                                                             |
| 2001/02 | III liga (grupa I)                          | 13                                  | 46                                  | 13/7/14                             | 42:36                               | spadek                                                                            |
| 2002/03 | IV liga (grupa łódzka)                      | 7                                   | 47                                  | 14/5/15                             | 47:45                               |                                                                                   |
| 2003/04 | IV liga (grupa łódzka)                      | 5                                   | 53                                  | 16/5/13                             | 59:39                               |                                                                                   |
| 2004/05 | IV liga (grupa łódzka)                      | 14                                  | 39                                  | 11/6/17                             | 36:46                               |                                                                                   |
| 2005/06 | klub nie uczestniczył w rozgrywkach         | klub nie uczestniczył w rozgrywkach | klub nie uczestniczył w rozgrywkach | klub nie uczestniczył w rozgrywkach | klub nie uczestniczył w rozgrywkach | klub nie uczestniczył w rozgrywkach                                               |
| 2006/07 | klub nie uczestniczył w rozgrywkach         | klub nie uczestniczył w rozgrywkach | klub nie uczestniczył w rozgrywkach | klub nie uczestniczył w rozgrywkach | klub nie uczestniczył w rozgrywkach | klub nie uczestniczył w rozgrywkach                                               |
| 2007/08 | Klasa B (grupa Piotrków Trybunalski I)      | 5                                   | 23                                  | 7/2/9                               | 36:34                               | spadek (reforma rozgrywek)                                                        |
| 2008/09 | Klasa B (grupa Piotrków Trybunalski I)      | 2                                   | 49                                  | 15/4/3                              | 49:25                               | awans                                                                             |
| 2009/10 | Klasa A (grupa Piotrków Trybunalski II)     | 7                                   | 28                                  | 8/4/10                              | 34:33                               |                                                                                   |
| 2010/11 | Klasa A (grupa Piotrków Trybunalski II)     | 2                                   | 53                                  | 17/2/5                              | 61:32                               | awans                                                                             |
| 2011/12 | Klasa okręgowa (grupa Piotrków Trybunalski) | 3                                   | 59                                  | 19/2/9                              | 48:21                               |                                                                                   |
| 2012/13 | Klasa okręgowa (grupa Piotrków Trybunalski) | 14                                  | 27                                  | 7/6/17                              | 19:54                               | spadek                                                                            |
| 2013/14 | Klasa A (grupa Piotrków Trybunalski II)     | 6                                   | 32                                  | 9/5/8                               | 37:25                               |                                                                                   |
| 2014/15 | Klasa A (grupa Piotrków Trybunalski II)     | 6                                   | 29                                  | 7/8/7                               | 33:33                               |                                                                                   |
| 2015/16 | Klasa A (grupa Piotrków Trybunalski II)     | 9                                   | 25                                  | 8/4/11                              | 23:37                               |                                                                                   |
| 2016/17 | Klasa A (grupa Piotrków Trybunalski II)     | 8                                   | 27                                  | 7/6/11                              | 41:67                               |                                                                                   |
| 2017/18 | Klasa A (grupa Piotrków Trybunalski II)     | 2                                   | 50                                  | 16/2/4                              | 69:16                               | awans                                                                             |
| 2018/19 | Klasa okręgowa (grupa Piotrków Trybunalski) | 10                                  | 25                                  | 7/4/15                              | 32:57                               |                                                                                   |
| 2019/20 | Klasa okręgowa (grupa Piotrków Trybunalski) | 14                                  | 2                                   | 0/2/11                              | 7:37                                | rozgrywki zakończone przedwcześnie z powodu pandemii koronawirusa; nikt nie spada |
| 2020/21 | Klasa okręgowa (grupa Piotrków Trybunalski) | 17                                  | 15                                  | 5/0/27                              | 13:129                              | spadek                                                                            |
| 2021/22 | Klasa A (grupa Piotrków Trybunalski II)     | 10                                  | 30                                  | 7/9/10                              | 48:58                               |                                                                                   |
| 2022/23 | Klasa A (grupa Piotrków Trybunalski II)     | 10                                  | 33                                  | 9/6/11                              | 41:38                               |                                                                                   |
| 2023/24 | Klasa A (grupa Piotrków Trybunalski II)     | 3                                   | 42                                  | 12/6/6                              | 48:37                               |                                                                                   |

| Oznaczenie kolorami                 |
| ----------------------------------- |
| III poziom ligowy                   |
| IV poziom ligowy                    |
| V poziom ligowy                     |
| VI poziom ligowy                    |
| VII poziom ligowy                   |
| VIII poziom ligowy                  |
| klub nie uczestniczył w rozgrywkach |